# Estructuras recíprocas

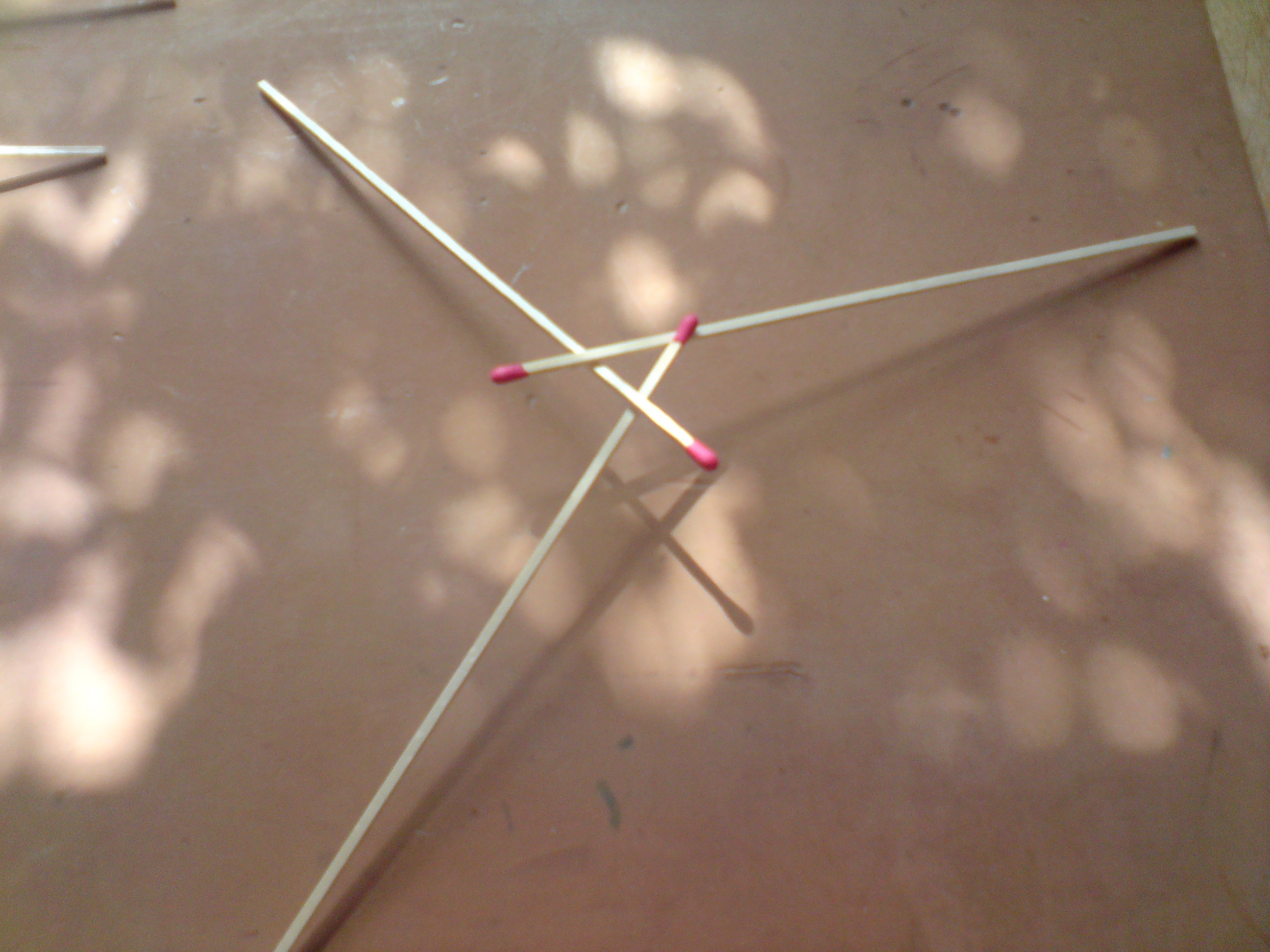
Estructura recíproca de tres elementos

Una estructura recíproca (reciprocal frame) es un ensamblaje tridimensional de elementos que se apoyan mutuamente.

## Características
El principio de reciprocidad estructural, es decir, el uso de elementos de soporte de carga para componer una configuración espacial en la que están mutuamente apoyados entre sí, se conoce desde la antigüedad. Sus características son:
- Es necesario cierto coeficiente de rozamiento entre los mismos para alcanzar el equilibrio.
- El número mínimo de elementos necesarios es tres.
- La base de su equilibrio reside en que un elemento se apoya en el siguiente elemento, y así sucesivamente, hasta que el último elemento se apoya finalmente sobre el primero cerrando el círculo de la autosustentación.
- Una estructura de trama recíproca se  puede descomponer en elementos básicos que circunscriben un polígono con al menos tres de sus lados por el que la figura puede ser regular o irregular. Una estructura de trama recíproca puede ser construido a partir de elementos básicos idénticos o no idénticos, siempre que exista un patrón de teselado.

En el mundo de la construcción, la aplicación del principio de reciprocidad requiere:
1. La presencia de al menos dos elementos que permiten la generación de una cierta interacción forzada
2. Que cada elemento de la composición debe apoyar y ser apoyado por otro
3. Que cada elemento de apoyo debe cumplir su apoyo a lo largo de su longitud y nunca en los vértices

La unión de los elementos en los puntos de contacto generalmente puede llevarse a cabo sin conexiones mecánicas, sino únicamente por la presión y fricción. Para apoyar la fuerza de fricción, existen técnicas sencillas de conexión tales como atar los elementos o realizar entallas en los elementos en los puntos de contacto. Directamente dependiente del desarrollo de las conexiones es la deformación de todo el sistema bajo carga. El aumento de deslizamiento que se produce con la unión simple, como atando los elementos, da como resultado un aumento de la deformabilidad de la estructura entera.
Este tipo de estructuras tienen la capacidad de salvar luces (o más bien cubrir superficies) superiores a las longitudes de sus elementos, siendo su disposición geométrica la que posibilita una estructura estable. Normalmente sus elementos son de tipo viga, aunque también pueden aceptarse como estructuras recíprocas aquellas formadas por elementos iguales. Al no necesitar elementos externos de soporte son utilizadas para construir puentes, cubiertas o estructuras similares.

## Historia
Las estructuras recíprocas, también conocidas como Tejado Mandala se han utilizado desde el siglo XII en la arquitectura china y japonesa, como atestiguan algunos documentos encontrados, aunque quedan muy pocos vestigios de estos métodos.
Quizás sean Sebastiano Serlio y Leonardo Da Vinci quienes establezcan los primeros estudios geométricos y estructurales de la reciprocidad en torno al año 1500. Un claro ejemplo de utilización de una estructura recíproca lo podemos encontrar en el códice Madrid de Da Vinci donde se describe la construcción de un puente de vigas de madera (desdibujado en la parte central de la imagen).
Más recientemente estás estructuras fueron utilizadas por los arquitectos Kazuhiro Ishii (the Spinning House) y Yasufumi Kijima, y el ingeniero Yoishi Kan (Kijima Stonemason Museum). Villard de Honnecourt dibujó bocetos mostrando diseños similares en el siglo XIII, y estructuras parecidas se usaron en la sala capitular de la Catedral de Lincoln (Lincolnshire, Inglaterra). También fue utilizada por Josep Maria Jujol en Casa Bofarull y Casa Negre.
El tejado recíproco fue desarrollado por Graham Brown en 1987 de forma independiente y está siendo una técnica usual para construcción de techados en casas de autoconstrucción ecológicas, particularmente en modernas  Rounhouses.

## Galería

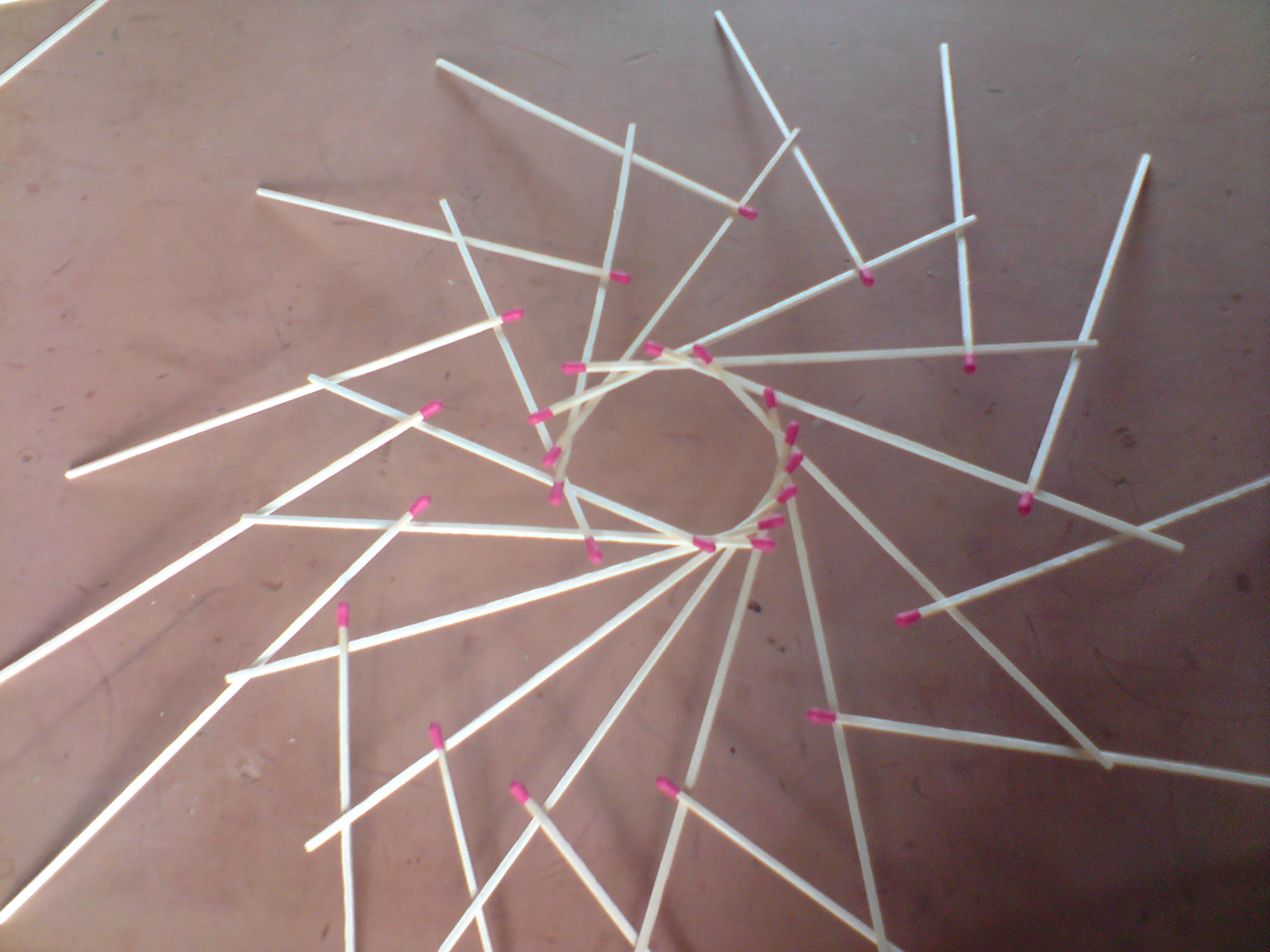
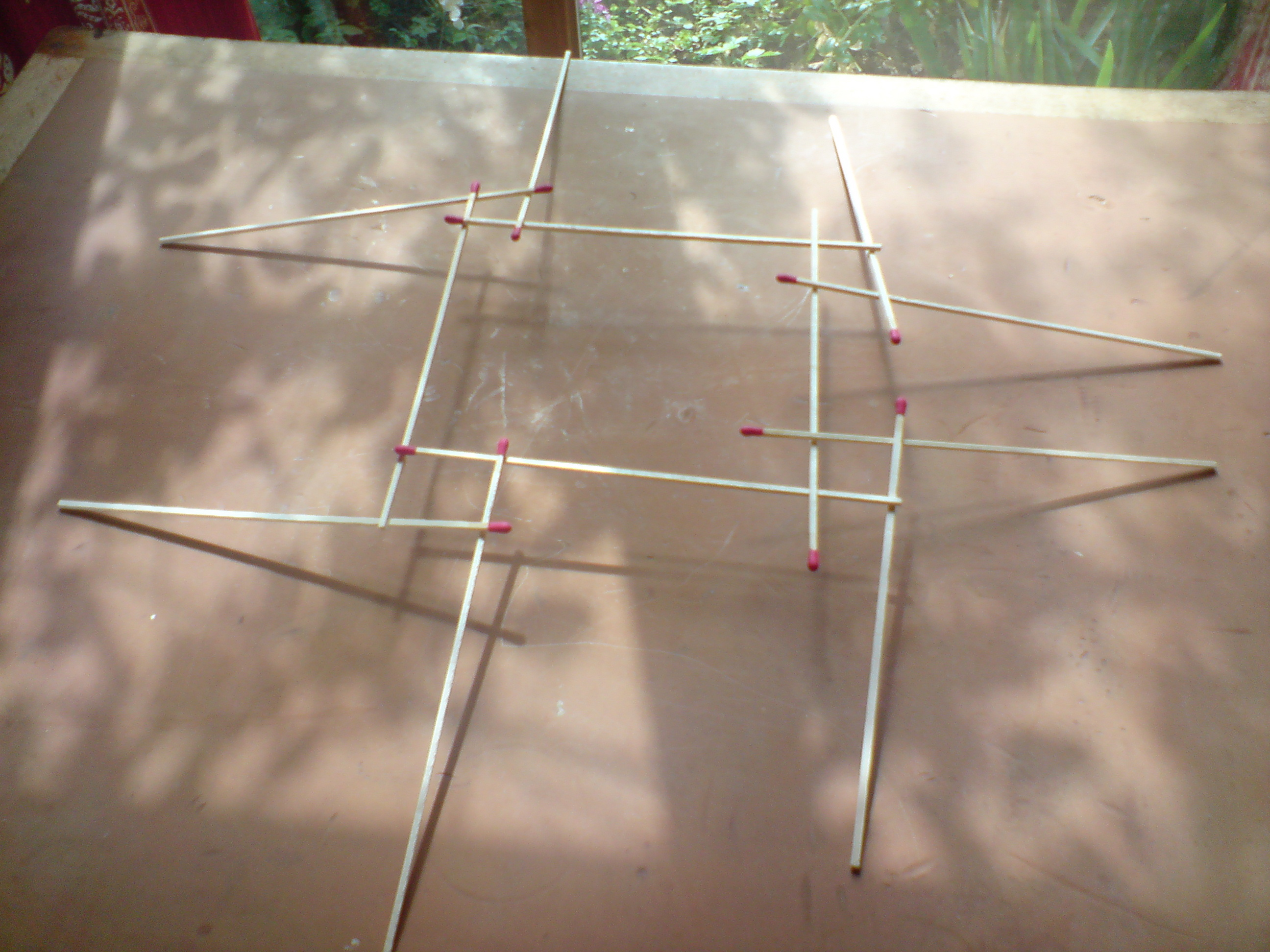
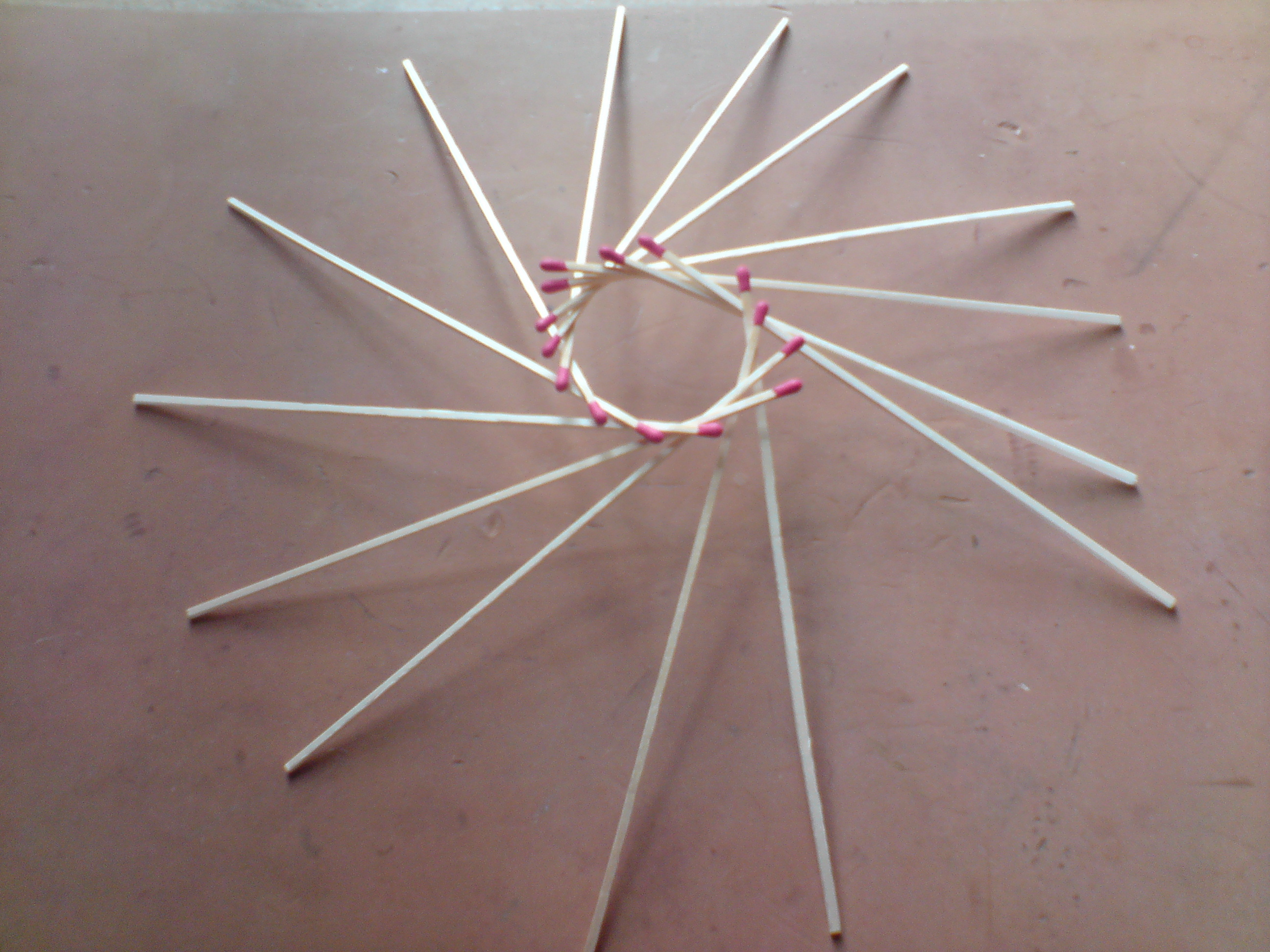
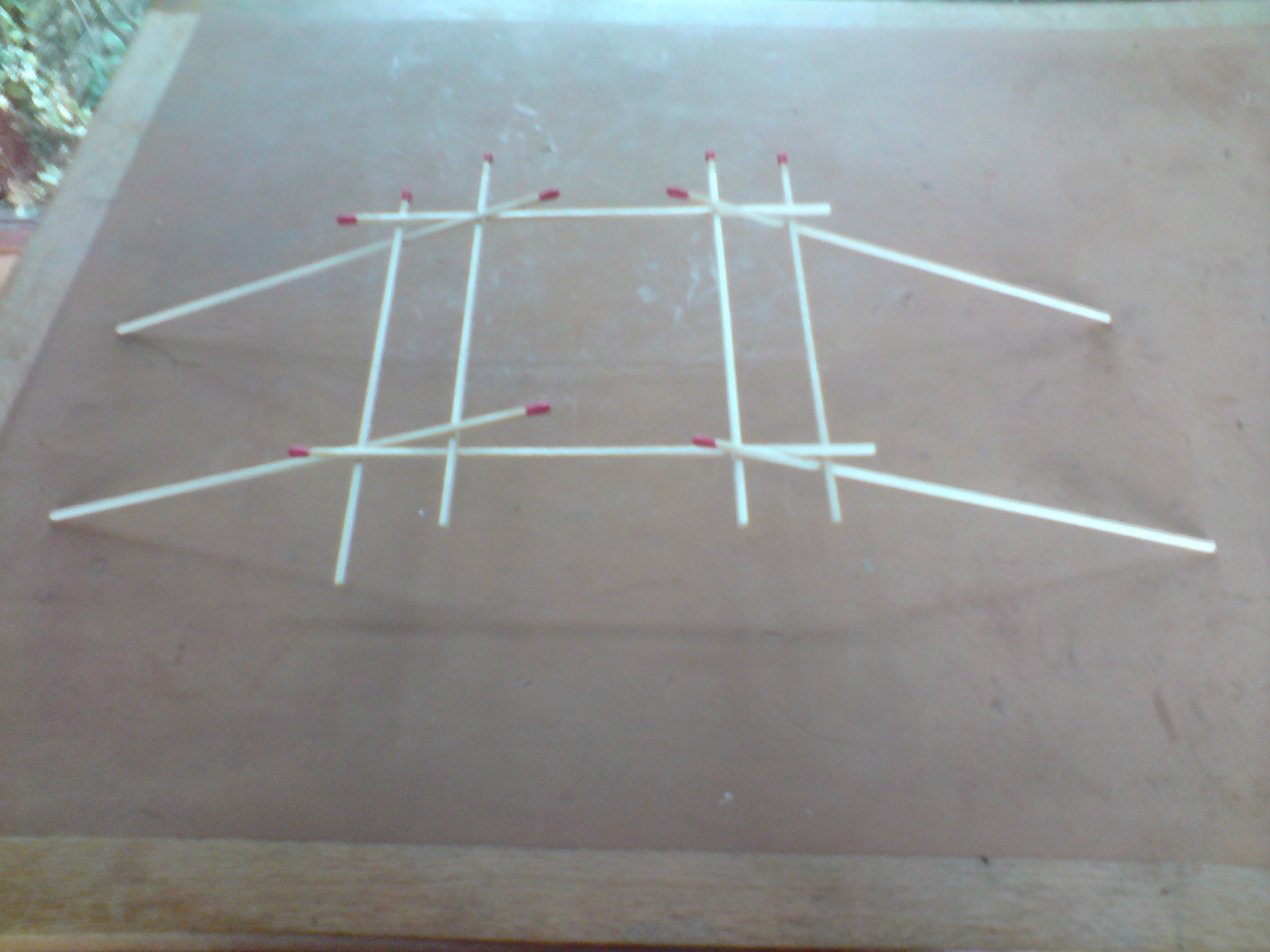
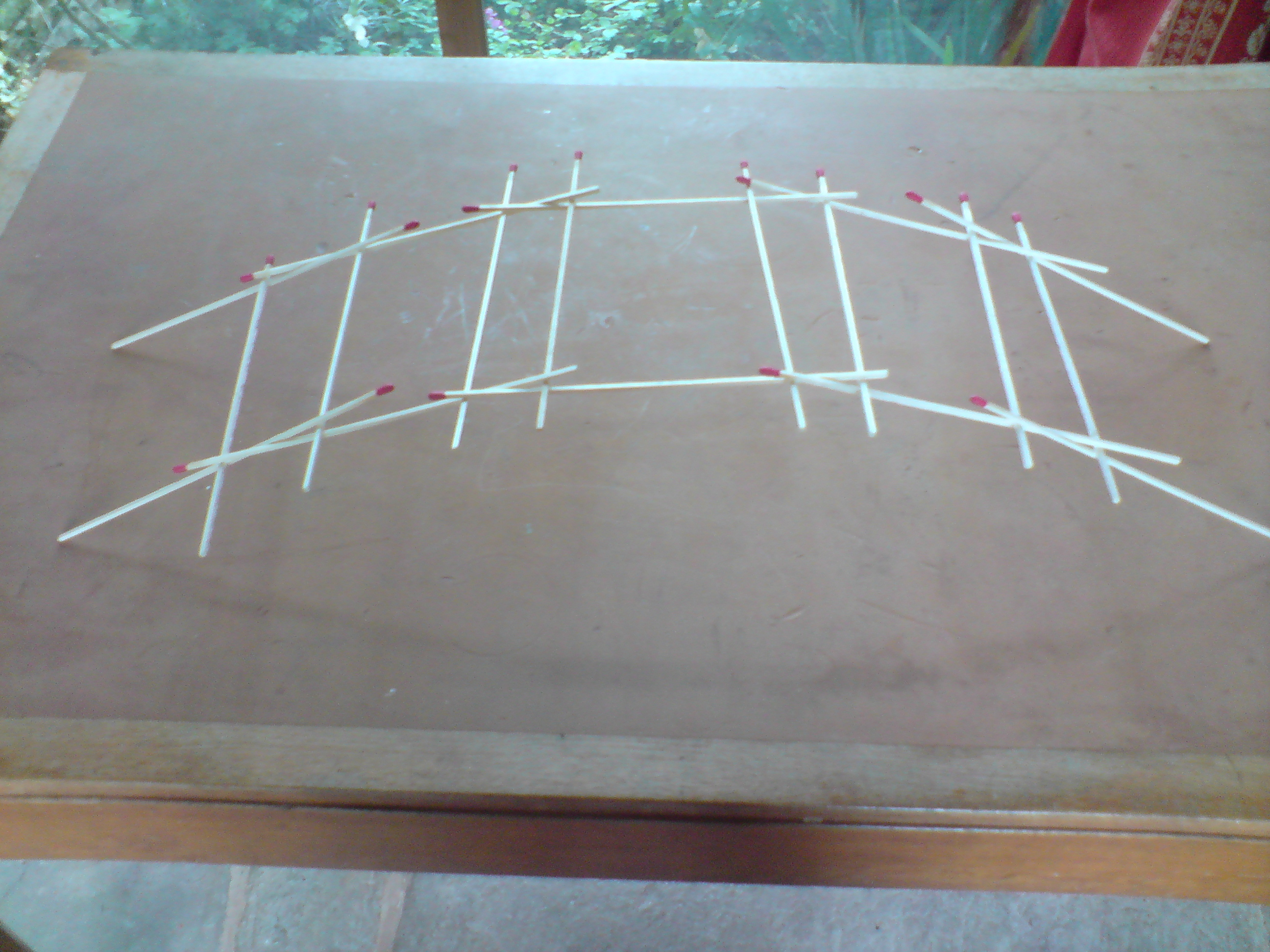
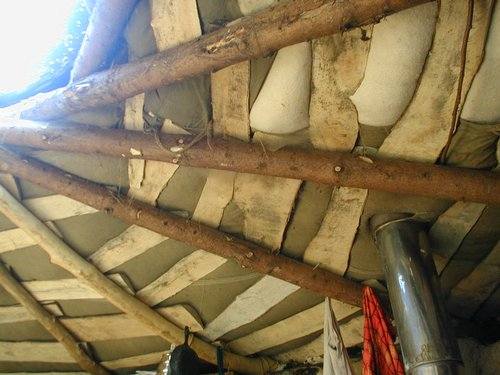
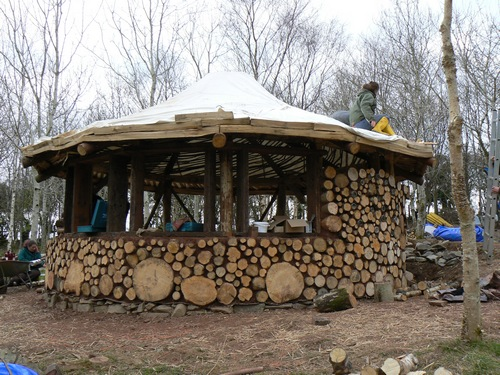
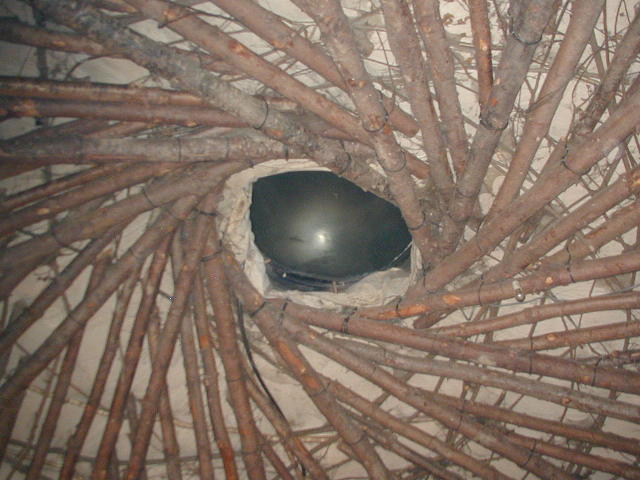